# Philip B. Low
Philip Burrill Low (* 6. Mai 1836 in Chelsea, Massachusetts; † 23. August 1912 in New York City) war ein US-amerikanischer Politiker. Zwischen 1895 und 1899 vertrat er den Bundesstaat New York im US-Repräsentantenhaus.

## Werdegang
Philip Burrill Low besuchte öffentliche Schulen und graduierte an einer High School. Während des Bürgerkrieges verpflichtete er sich freiwillig, wurde kommissarisch zum Ensign in der US Navy ernannt und diente in den Jahren 1862 und 1863 in der North Atlantic Squadron. Nach seinem Rücktritt ging er bis 1865 in Boston kaufmännischen Geschäften nach. Zu jenem Zeitpunkt zog er nach New York City, wo er Transportgeschäften per Schiff nachging. Politisch gehörte er der Republikanischen Partei an.
Bei den Kongresswahlen des Jahres 1894 für den 54. Kongress wurde er im 15. Wahlbezirk von New York in das US-Repräsentantenhaus in Washington, D.C. gewählt, wo er am 4. März 1895 die Nachfolge von Isidor Straus antrat. Nach einer erfolgreichen Wiederwahl erlitt er im Jahr 1898 eine Niederlage und schied nach dem 3. März 1899 aus dem Kongress aus.
Nach seiner Kongresszeit ging er in New York City bis zu seinem Tod wieder seinen früheren Aktivitäten im Seegeschäft nach. Er verstarb dort am 23. August 1912 und wurde dann auf dem Woodlawn Cemetery beigesetzt. Ungefähr zwei Jahre später brach der Erste Weltkrieg aus.